# Pyrénées-Mont Perdu
Pyrénées-Mont Perdu là một phần của dãy Pyrénées nằm giữa Pháp và Tây Ban Nha bao gồm nhiều đỉnh núi, thung lũng và các thắng cảnh thiên nhiên khác đã được UNESCO đưa vào danh sách Di sản thế giới năm 1997 vì những giá trị tự nhiên và văn hóa độc đáo.
Năm 1995, nước Pháp đề cử phần núi Pyrénées trên lãnh thổ mình với cái tên "Massif Mont Perdu-Tres Serols" lên UNESCO, hai năm sau đó Tây Ban Nha cũng đề cử phần núi với tên "Monte Perdido: Circos y Cañones". Cuối cùng hai nước đã thống nhất đưa ra một tên gọi chung cho khu thắng cảnh này là "Mont Perdu/Gavarnie" và sau đó là "Pyrénées-Mont Perdu".
Khu vực di sản Pyrénées-Mont Perdu được UNESCO xếp hạng bao gồm:
- Vườn quốc gia Pyrénées với các vòng cung Đài vòng Gavarnie, Estaubé, Troumouse và Barroude thuộc các huyện Aragnouet, Gavarnie và Gèdre của tỉnh Hautes-Pyrénées thuộc Pháp. Đây là phần cao của dãy Pyrénées với nhiều đỉnh núi quanh năm đóng băng.
- Vườn quốc gia Ordesa y Monte Perdido thuộc lãnh thổ tự trị Aragon và một số vùng khác thuộc Tây Ban Nha. Phần này bao gồm các hẻm núi Ordesa, Añisclo và Pineta, đều là các hẻm núi vào loại sâu nhất của châu Âu.

## Hình ảnh

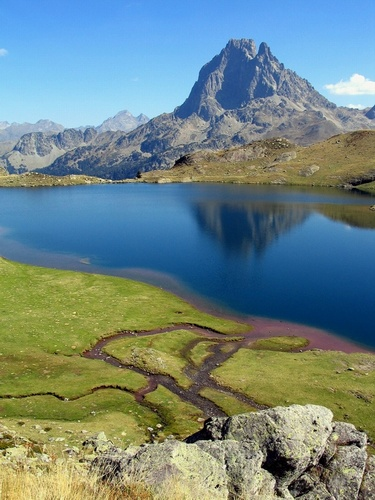
Đỉnh Trung Ossau (Pháp)
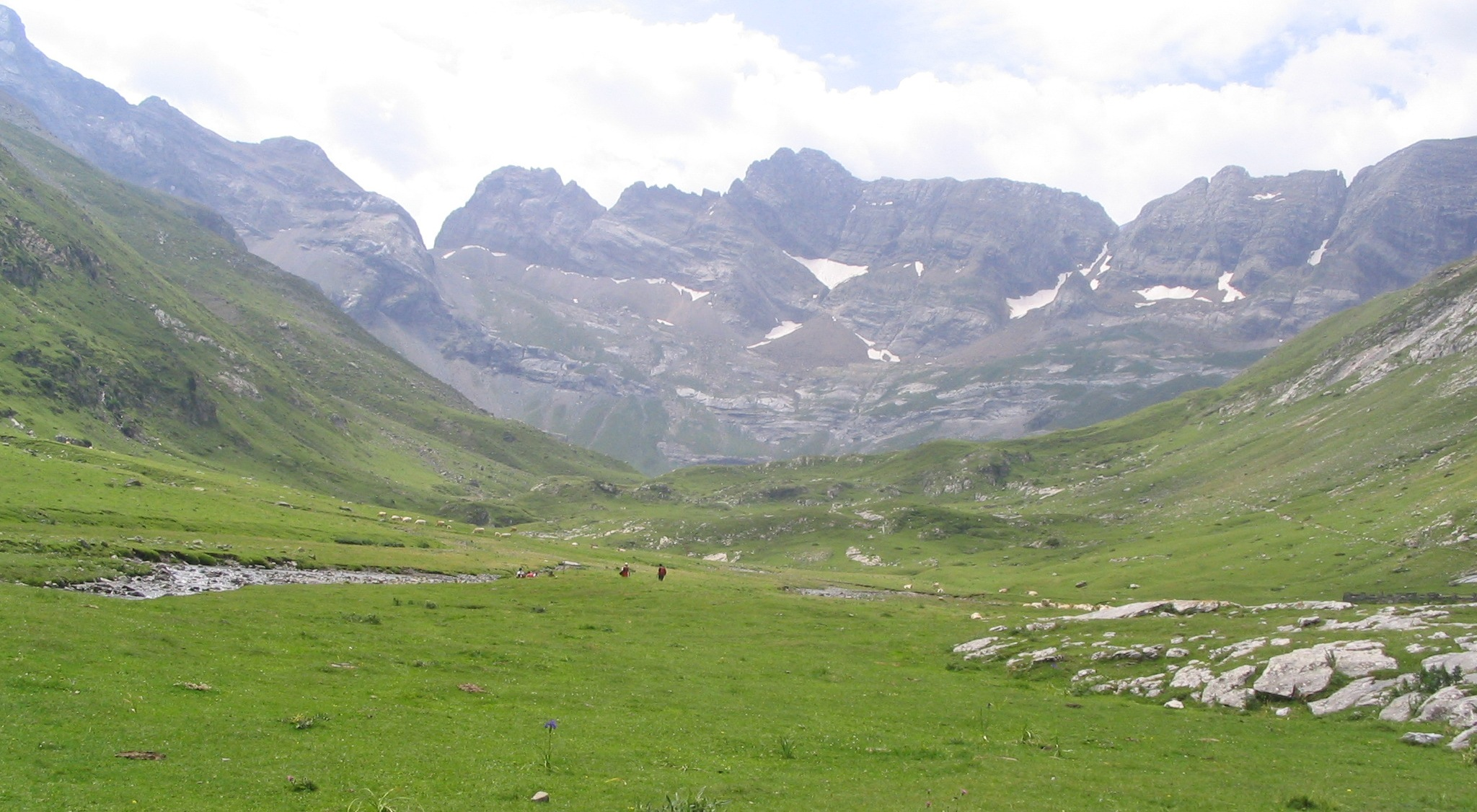
Vòng cung Estaubé (Pháp)
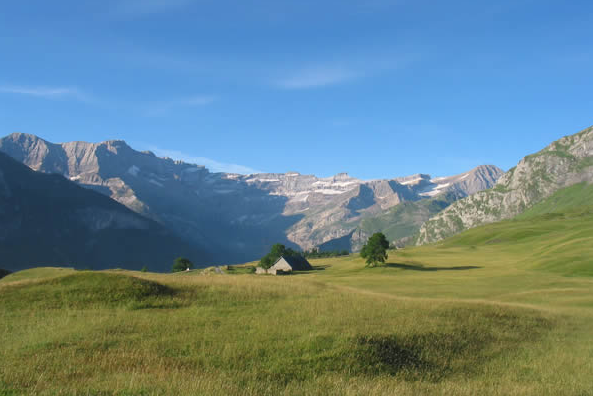
Vòng cung Gavarnie (Pháp)
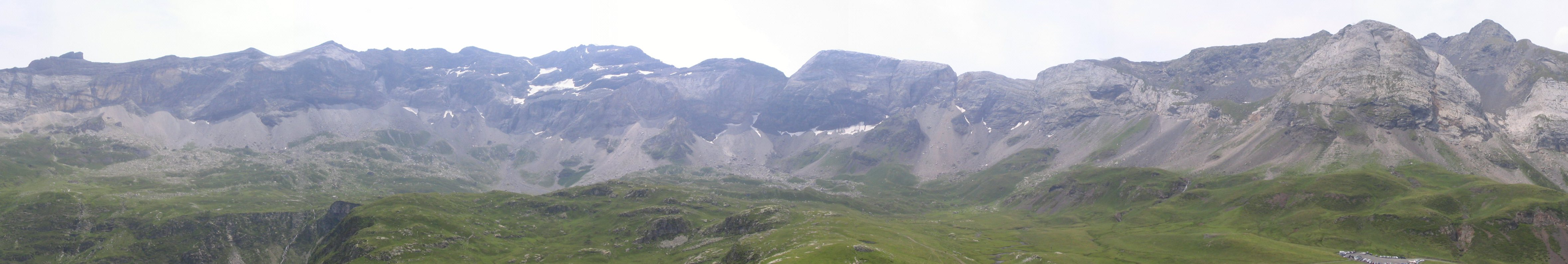
Vòng cung Troumouse (Pháp)
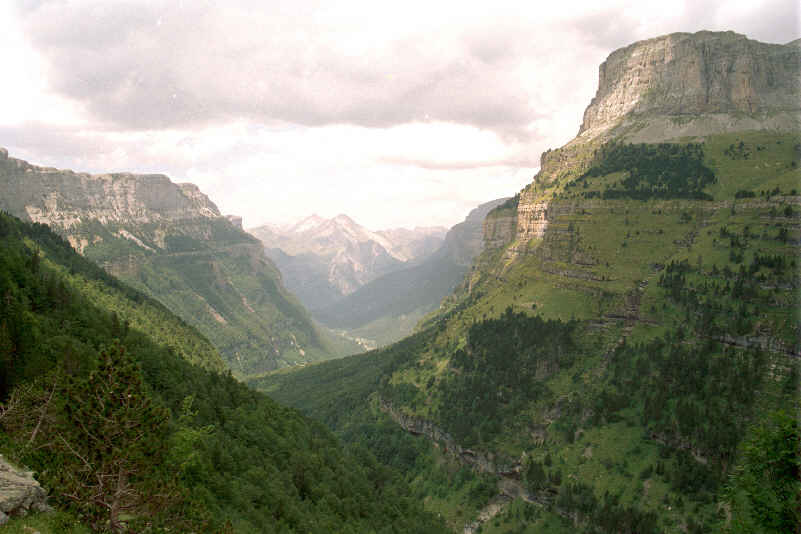
Hẻm núi Ordesa (Tây Ban Nha)
Vòng cung Soaso (Tây Ban Nha)
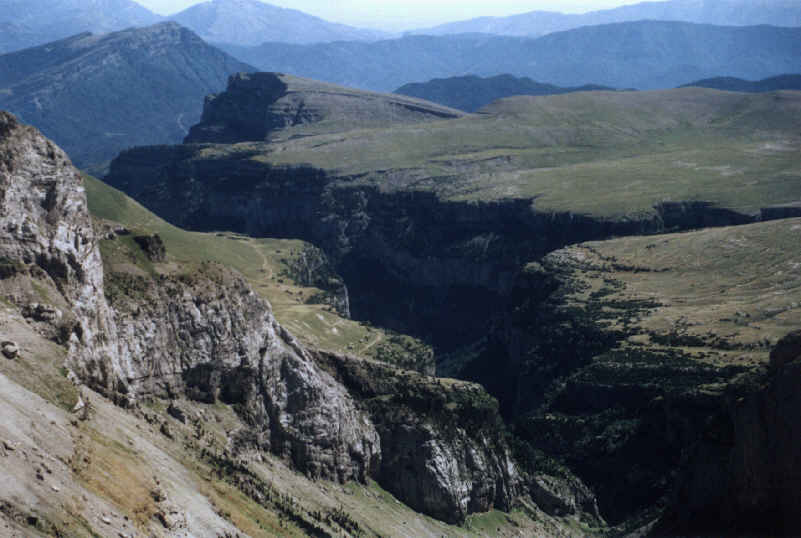
Hẻm núi Añisclo (Tây Ban Nha)
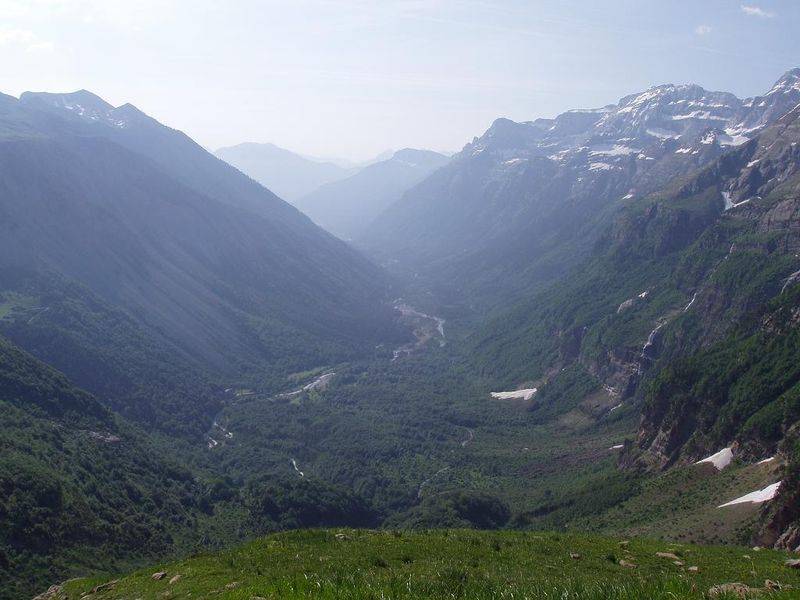
Hẻm núi Pineta (Tây Ban Nha)